# Паоло Боселлі
Паоло Боселлі (італ. Paolo Boselli; 8 червня 1838, Савона — 10 березня 1932, Рим) — італійський політик і державний діяч, прем'єр-міністр Італії з 18 червня 1916 по 29 жовтня 1917 року.

## Життєпис
Паоло народився в місті-порту Савона — адміністративному центрі однойменної провінції в північноіталійському регіоні Лігурія на узбережжі Середземного моря 8 червня 1838.
Після отримання вищої освіти, в 1870 році Паоло Боселлі почав свою кар'єру у великій політиці, коли був обраний до парламенту Італії від партії консерваторів.
З 17 лютого 1888 по 6 лютого 1891 Боселлі був міністром освіти в кабінеті міністрів Франческо Кріспі.
Бозеллі підтримував вступ Італії в Першу світову війну і після ряду військових невдач Антоніо Саландри, 18 червня 1916 року у віці 78 років займає пост прем'єр-міністра.
Однак, Боселлі виявився не особливо здатним правителем для воєнного часу і в жовтні 1917 року був змушений піти у відставку.
У наступні роки Паоло Боселлі симпатизував фашизму, з яким він поділяв ненависть і відразу до соціалізму.
Паоло Боселлі помер 10 березня 1932 в італійській столиці.